# Navigație la Jocurile Olimpice de vară din 2012
Probele sportive de navigație la Jocurile Olimpice de vară din 2012 s-au desfășurat în perioada 28 iulie - 11 august 2012 în Weymouth și Portland. Au fost puse la bătaie zece medalii de aur. 379 de sportivi din 63 de țări au participat.

## Clase ambarcațiunilor
| Clasă        | Tip            | Probă | Marinari | Trapeză | Velă mare | Trincă/Genoa | Spinaker | Primele JO | Ediții până acum |
| ------------ | -------------- | ----- | -------- | ------- | --------- | ------------ | -------- | ---------- | ---------------- |
| RS:X         | planșă cu velă |       | 1        | -       | +         | -            | -        | 2008       | 2                |
| RS:X         | planșă cu velă |       | 1        | -       | +         | -            | -        | 2008       | 2                |
| Laser Radial | dinghi         |       | 1        | -       | +         | -            | -        | 2008       | 2                |
| Laser        | dinghi         |       | 1        | -       | +         | -            | -        | 1996       | 5                |
| Finn         | dinghi         |       | 1        | 0       | +         | –            | –        | 1952       | 16               |
| 470          | dinghi         |       | 2        | 1       | +         | +            | +        | 1988       | 7                |
| 470          | dinghi         |       | 2        | 1       | +         | +            | +        | 1976       | 10               |
| 49er         | dinghi         |       | 2        | 2       | +         | +            | +        | 2000       | 4                |
| Elliott 6m   | navă cu chilă  |       | 3        | 0       | +         | +            | +        | 2012       | 1                |
| Star         | navă cu chilă  |       | 2        | 0       | +         | +            | –        | 1932       | 18               |

| Tipuri de nave la Jocurile Olimpice din 2012 |
| \| \| \| \|                                  |
|                                              |
|                                              |

## Calendar competițional
| CF | Curse cu flotă | CS | Cursă cu scor | CE | Cursă eliminatorie | F | Finală |

| Probă↓/Dată →        | Dum 29 | Lun 30 | Mar 31 | Mie 1 | Joi 2 | Vin 3 | Sâm 4 | Dum 5 | Lun 6 | Mar 7 | Mie 8 | Joi 9 | Vin 10 | Sâm 11 |
| -------------------- | ------ | ------ | ------ | ----- | ----- | ----- | ----- | ----- | ----- | ----- | ----- | ----- | ------ | ------ |
| Finn masculin        | CF     | CF     | CF     |       | CF    | CF    |       | F     |       |       |       |       |        |        |
| Laser masculin       |        | CF     | CF     | CF    |       | CF    | CF    |       | F     |       |       |       |        |        |
| 470 masculin         |        |        |        |       | CF    | CF    | CF    |       | CF    | CF    |       | F     |        |        |
| Star masculin        | CF     | CF     | CF     |       | CF    | CF    |       | F     |       |       |       |       |        |        |
| RS-X masculin        |        |        | CF     | CF    | CF    |       | CF    | CF    |       | F     |       |       |        |        |
| 470 feminin          |        |        |        |       |       | CF    | CF    | CF    |       | CF    | CF    |       | F      |        |
| Elliott 6 m feminin  | CS     | CS     | CS     | CS    | CS    |       | CS    |       |       | CE    | CE    | CE    | CE     | F      |
| RS- x feminin        |        |        | CF     | CF    | CF    |       | CF    | CF    |       | F     |       |       |        |        |
| Laser Radial feminin |        | CF     | CF     | CF    |       | CF    | CF    |       | F     |       |       |       |        |        |
| 49er deschis         |        | CF     | CF     | CF    | CF    | CF    |       | CF    | CF    |       | F     |       |        |        |

## Rezultate

### Clasamentul țărilor
| Loc   | Țară                 | Aur | Argint | Bronz | Total |
| ----- | -------------------- | --- | ------ | ----- | ----- |
| 1     | Australia (AUS)      | 3   | 1      | 0     | 4     |
| 2     | Spania (ESP)         | 2   | 0      | 0     | 2     |
| 3     | Marea Britanie (GBR) | 1   | 4      | 0     | 5     |
| 4     | Olanda (NED)         | 1   | 1      | 1     | 3     |
| 5     | Noua Zeelandă (NZL)  | 1   | 1      | 0     | 2     |
| 6     | Suedia (SWE)         | 1   | 0      | 1     | 2     |
| 7     | China (CHN)          | 1   | 0      | 0     | 1     |
| 8     | Danemarca (DEN)      | 0   | 1      | 1     | 2     |
| 8     | Finlanda (FIN)       | 0   | 1      | 1     | 2     |
| 10    | Cipru (CYP)          | 0   | 1      | 0     | 1     |
| 11    | Polonia (POL)        | 0   | 0      | 2     | 2     |
| 12    | Argentina (ARG)      | 0   | 0      | 1     | 1     |
| 12    | Belgia (BEL)         | 0   | 0      | 1     | 1     |
| 12    | Brazilia (BRA)       | 0   | 0      | 1     | 1     |
| 12    | Franța (FRA)         | 0   | 0      | 1     | 1     |
| Total | Total                | 10  | 10     | 10    | 30    |

### Masculin
| Probă       | Aur                                                | Argint                                                 | Bronz                                                  |
| RS:X        | Dorian van Rijsselberghe · Olanda (NED)            | Nick Dempsey · Marea Britanie (GBR)                    | Przemysław Miarczyński · Polonia (POL)                 |
| Clasa Laser | Tom Slingsby · Australia (AUS)                     | Pavlos Kontides · Cipru (CYP)                          | Rasmus Myrgren · Suedia (SWE)                          |
| Clasa Finn  | Ben Ainslie · Marea Britanie (GBR)                 | Jonas Høgh-Christensen · Danemarca (DEN)               | Jonathan Lobert · Franța (FRA)                         |
| Clasa 470   | Mathew Belcher și Malcolm Page · Australia (AUS)   | Luke Patience și Stuart Bithell · Marea Britanie (GBR) | Lucas Calabrese și Juan de la Fuente · Argentina (ARG) |
| Clasa Star  | Fredrik Lööf și Max Salminen · Suedia (SWE)        | Iain Percy și Andrew Simpson · Marea Britanie (GBR)    | Robert Scheidt și Bruno Prada · Olanda (NED)           |
| Clasa 49er  | Nathan Outteridge și Iain Jensen · Australia (AUS) | Peter Burling și Blair Tuke · Noua Zeelandă (NZL)      | Allan Nørregaard și Peter Lang · Danemarca (DEN)       |

### Feminin
| Probă              | Aur                                                             | Argint                                                        | Bronz                                                           |
| RS:X               | Marina Alabau · Spania (ESP)                                    | Tuuli Petäjä · Finlanda (FIN)                                 | Zofia Klepacka · Polonia (POL)                                  |
| Clasa Laser Radial | Xu Lijia · China (CHN)                                          | Marit Bouwmeester · Olanda (NED)                              | Evi Van Acker · Belgia (BEL)                                    |
| Clasa 470          | Xu Lijia și Olivia Powrie · Noua Zeelandă (NZL)                 | Hannah Mills și Saskia Clark · Marea Britanie (GBR)           | Lisa Westerhof și Lobke Berkhout · Olanda (NED)                 |
| Elliott 6 m        | Támara Echegoyen · Ángela Pumariega · Sofía Toro · Spania (ESP) | Olivia Price · Nina Curtis · Lucinda Whitty · Australia (AUS) | Silja Lehtinen · Silja Kanerva · Mikaela Wulff · Finlanda (FIN) |